# Storena lentiginosa
Storena lentiginosa är en spindelart som beskrevs av Simon 1905. Storena lentiginosa ingår i släktet Storena och familjen Zodariidae. Inga underarter finns listade i Catalogue of Life.